# سمبهل
سمبهل (هندی: सम्भल، تلفظ در هندی: [sə̃bʰəl]، انگلیسی: Sambhal) با جمعیت ۲۰۸٫۰۲۴ نفر در ایالت اوتار پرادش در کشور هند واقع شده است.